# 청주 괴정리사지 석조여래입상
청주 괴정리사지 석조여래입상은 충청북도 청주시 청원구에 있다. 2015년 4월 17일 청주시의 향토유적 제120호로 지정되었다.

## 개요
조성수법이 우수하며, 청주지역 불교문화를 연구하는데 중요한 자료이다.